# Carolyn Bessette-Kennedy
Carolyn Jeanne Bessette-Kennedy (7 de enero de 1966-16 de julio de 1999) fue una publicista de Calvin Klein y la esposa de John F. Kennedy Jr. Tras su matrimonio, la relación con su esposo y su estilismo empezaron a ser objeto de escrutinio público, estableciéndose continuas comparaciones con su fallecida suegra Jacqueline Kennedy Onassis. Carolyn murió junto con su esposo y su hermana Lauren en un accidente de aviación frente a la costa de Martha's Vineyard el 16 de julio de 1999.

## Biografía

### Primeros años y educación
Carolyn nació el 7 de enero de 1966 en White Plains, Nueva York, siendo la tercera y última hija de William J. Bessette, ebanista, y Ann Messina, administrativa en el servicio público educativo de la ciudad de Nueva York, quienes tenían otras dos hijas, las gemelas Lauren y Lisa. Los padres de Carolyn se divorciaron siendo ella muy joven, casándose su madre posteriormente con Richard Freeman, un reputado cirujano ortopédico, y mudándose a Old Greenwich, Connecticut, mientras que el padre de Bessette permaneció en White Plains.
Carolyn asistió a la Juniper Hill Elementary School, donde la profesora de arte Linda Bemis la definió como una chica tímida pero normal. En la escuela, la madre de Bessette trabajó como profesora suplente. Educada en el seno de una familia católica, Carolyn asistió posteriormente a la St. Mary's High School, donde fue votada por sus compañeros como la «persona más bella». Durante su estancia en el instituto, Bessette fue descrita como parte del grupo y asistente a todas las fiestas. Carolyn había continuado su educación inicialmente en la Greenwich High School, si bien sus padres decidieron transferirla a la St. Mary's debido a que pensaban que su hija no se estaba tomando en serio sus estudios.
Tras graduarse en el instituto en 1983, Bessette asistió a la Universidad de Boston, graduándose en 1988 con un título en educación elemental. Durante esta etapa de su vida, Carolyn mantuvo una relación con John Cullen, estrella del equipo de hockey de la universidad quien terminaría convirtiéndose en jugador profesional en la NHL. Así mismo, Bessette desarrolló una breve carrera como modelo, contratando a un fotógrafo profesional con el fin de que tomase instantáneas para su portafolios, si bien dicha carrera no resultó exitosa pese a aparecer en la portada del calendario de la universidad titulado Las chicas de B.U.

### Carrera
Tras terminar la universidad y antes de su matrimonio con Kennedy, Carolyn trabajó para Calvin Klein, una famosa casa de modas americana. Durante su exitosa carrera en la empresa, Bessette pasó de ser vendedora en el Chestnut Hill Mall en la ciudad de Newton, en Massachusetts, a convertirse en directora de publicidad de la tienda insignia de la firma en Manhattan. Mientras trabajaba para Klein en Boston, Bessette atrajo la atención de Susan Sokol, coordinadora de ventas de la compañía. Sokol, impresionada por el estilo y la gracia natural de Carolyn, la recomendó para un puesto vinculado a los clientes de mayor poder adquisitivo, como la actriz Annette Bening y la periodista y presentadora Diane Sawyer. En la época en que abandonó la firma, Carolyn era directora de eventos, ganando un salario de seis cifras.
Bessette conoció a Kennedy en 1992, mientras éste mantenía una relación con la actriz Daryl Hannah. Bessette y Kennedy iniciaron su noviazgo en 1994, convirtiéndose en el objetivo de los periodistas y las columnas de sociedad, quienes informaban detalladamente sobre la vida de la pareja, escribiendo acerca de lo que comían o compraban e incluso sobre las discusiones que mantenían, una de ellas ocurrida en Central Park el 25 de febrero de 1996, cuando John le quitó violentamente a Carolyn el anillo de compromiso que esta llevaba en el dedo durante una discusión, siendo este acontecimiento captado por la prensa. De hecho, los paparazzi a menudo esperaban a las afueras del apartamento donde ambos vivían, en Tribeca, con el fin de obtener instantáneas.
Bessette fue presentada al tío de John, el senador Ted Kennedy, al final del verano de 1994. Tras su matrimonio, el senador declararía a la prensa: «Podrías decir de inmediato que había algo especial entre los dos». Carolyn se trasladó al apartamento de Kennedy en Tribeca en el verano de 1995, prometiéndose ambos más tarde aquel año y renunciando Bessette a su trabajo en Calvin Klein en la primavera de 1996.

### Matrimonio
Kennedy y Bessette tuvieron éxito a la hora de mantener su boda en secreto, evitando así a la prensa. La ceremonia, celebrada la tarde del 21 de septiembre de 1996, tuvo lugar a la luz de las velas en la remota Isla de Cumberland, en una pequeña capilla de madera, la primera Iglesia Baptista Africana. Carolyn escogió al por aquel entonces poco conocido diseñador Narciso Rodríguez para que elaborase su vestido de novia, realizado en crepe de color blanco perla. La hermana de John, Caroline Kennedy, ejerció como madrina de honor, mientras que Anthony Radziwill, hijo de su tía Lee Radziwill, sirvió como padrino. Por su parte, las dos hijas de Caroline, Tatiana y Rose, fungieron como niñas de las flores, mientras que su hijo Jack llevó los anillos. La pareja de recién casados pasó su luna de miel en Turquía.

### Vida de casada

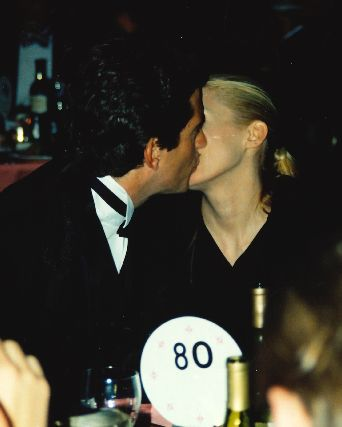
John y Carolyn en la cena de corresponsales de la Casa Blanca en 1997.

Tras la boda, la atención mediática en torno a la pareja se intensificó. Con frecuencia, Carolyn tenía problemas para lidiar con el acoso de la prensa, estando la entrada de la casa de la pareja invadida por fotógrafos tras su regreso de la luna de miel. En declaraciones a los medios, John dijo: «Casarse es un gran cambio para nosotros, y para una ciudadana anónima como Carolyn aún más. Os pido que le deis toda la privacidad y el espacio que podáis».
Bessette se sentía fuertemente desorientada por la constante atención mediática. El matrimonio estaba casi siempre expuesto, tanto en eventos de moda en Manhattan como en sus viajes cuando visitaban a celebridades tales como Mariuccia Mandelli y Gianni Versace. Carolyn confesó a su amiga Carole Radziwill que la única forma de evitar a la prensa era abandonar su apartamento a las siete de la mañana. Así mismo, Bessette se quejó a su amigo el periodista Jonathan Soroff de que no podría encontrar trabajo sin que la acusasen de explotar su fama. Sumado a lo anterior, su estilo minimalista fue sujeto de varias publicaciones y provocó numerosas comparaciones con su fallecida suegra Jacqueline Kennedy Onassis.
Mientras el interés por la pareja continuaba, Carolyn rechazaba dar entrevistas y declinaba ofertas para aparecer en revistas de moda. Hacia el final de su vida, Bessette se involucró en obras de caridad y acompañó a su esposo con frecuencia a cenas celebradas en la Casa Blanca, donde el presidente Bill Clinton ejerció de guía a la pareja durante una visita en marzo de 1998. Del mismo modo, Carolyn fungió como anfitriona en fiestas vinculadas a la revista política de su esposo, George.
De acuerdo con varios informes publicados tras su muerte, la pareja estaba experimentando problemas y había contemplado la posibilidad de divorciarse en los meses previos al accidente. El matrimonio tenía varios desacuerdos, incluyendo el rechazo de Carolyn a formar una familia, el trabajo de John en la revista George, lo cual la hacía sentirse abandonada, y el desprecio que le causaba el socio de su esposo, Michael Berman. Según Vanity Fair: «La inseguridad de Kennedy alimentó una necesidad de controlar y manipular; su uso frecuente de cocaína la hizo paranoica». Además, Carolyn se sentía celosa y apenas hablaba con su cuñada Caroline Kennedy, quien había criticado a Bessette por llegar tarde a su propia boda y por llevar tacones en la playa. No obstante, varios amigos cercanos negaron los rumores de divorcio. Robert Littell, quien pasó un fin de semana con John y Carolyn una semana antes de la muerte de la pareja, negó también que ambos estuviesen viviendo por separado al momento del accidente.
En su libro, Edward Klein sostiene que los problemas del matrimonio radicaban en la dificultad de Carolyn para hacer frente a la presión mediática sobre ella y sobre su matrimonio, las acusaciones de infidelidad, desacuerdos sobre formar una familia y el supuesto consumo de cocaína por parte de Bessette. Si bien Klein es autor de numerosos libros sobre la familia Kennedy, John dijo en una ocasión sobre él: «Es un tipo que almorzó con mi madre hace veinte años y ha estado comiendo de ello desde entonces». Amigos de la pareja, incluyendo John Perry Barlow y Christiane Amanpour, afirmaron que John y Carolyn peleaban en ocasiones y que Bessette tenía problemas para lidiar con la presión mediática, negando no obstante que sufriese adicción a las drogas o que el matrimonio tuviese intención de divorciarse. La pareja empezó a acudir a un consejero matrimonial en marzo de 1999, pidiendo asesoramiento al sacerdote John O'Connor en el verano de aquel año.

### Muerte
Carolyn murió el 16 de julio de 1999 junto con su esposo y su hermana Lauren cuando el avión ligero que John pilotaba, un Piper Saratoga, se estrelló en el Océano Atlántico, frente a la costa oeste de Martha's Vineyard. El matrimonio se dirigía a Hyannis Port, Massachusetts, para asistir a la boda de Rory Kennedy, prima de John, volando en primer lugar a Martha's Vineyard con el fin de dejar allí a Lauren. La National Transportation Safety Board (NTSB) determinó que la causa probable del accidente fue «el fallo del piloto para mantener el control del avión durante el descenso sobre el agua de noche, lo cual fue resultado de la desorientación espacial. Los factores del accidente fueron la niebla y la noche oscura». Pese a ello, los medios de prensa culparon a Carolyn del accidente debido a que la tarde del 16 de julio se había demorado en encontrar un tono violeta adecuado para sus uñas durante una sesión de pedicura, lo que había provocado que la duración de la misma se alargase y los planes de vuelo se retrasasen, obligando a John a volar de noche.
Tras varios días de búsqueda, la noche del 20 de julio el buque de salvamento USNS Grasp identificó el fuselaje del avión, el cual fue hallado a 37 metros de profundidad. La tarde del 21 de julio se procedió al rescate de los ocupantes, estando los cadáveres de John, Carolyn y Lauren sentados en sus asientos y con los cinturones de seguridad todavía abrochados. Los cuerpos, una vez recuperados del fondo del océano por buzos de la marina, fueron llevados a la oficina del forense del condado, donde las autopsias revelaron que las víctimas habían muerto a consecuencia del impacto. Del mismo modo, los exámenes toxicológicos practicados a los cadáveres dieron negativo en alcohol y drogas. Al mismo tiempo, las familias de Kennedy y Bessette anunciaron la celebración de servicios fúnebres.
En las últimas horas del 21 de julio, los tres cuerpos fueron transportados desde Hyannis hasta Duxbury, en Massachusetts, donde fueron cremados en el Mayflower Cemetery crematorium, siendo las cenizas esparcidas sobre la costa de Martha's Vineyard desde el barco de la marina USS Briscoe la mañana del 22 de julio.